# 牛惠生
牛惠生（1892年6月14日—1937年5月4日），江蘇太倉直隸州嘉定縣人，中国近代著名医生，曾任中华医学会会长。

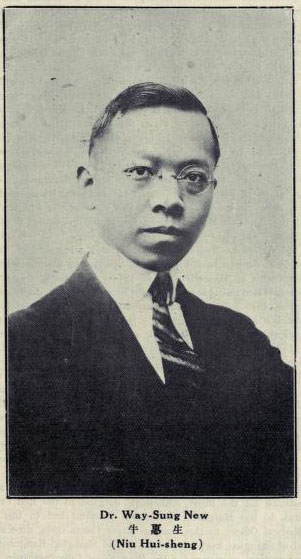

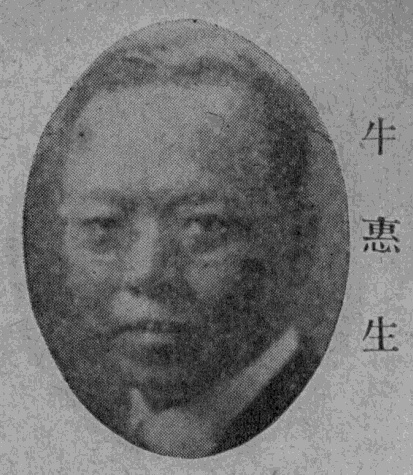

## 生平
牛惠生于1910年获上海圣约翰大学文学学士学位。其后赴美国留学，获哈佛大学医学院博士学位。回国后曾任新斐德福城圣路加医院外科医师、上海哈佛医学校解剖学讲师。其后再次赴美，历任波士顿加尔纳医院、儿童医院、麻省总医院、约翰·霍布金斯医院骨科医师。回国后，又担任北京协和医院、上海西门妇孺医院、苏州博习医院、杭州广济医院骨科医师。1922年起，历任上海红十字会医院总办、中国红十字会总医院外科主任、上海圣约翰大学医学院及沪江女子医学院教授。1927年，出任国民政府军事委员会军医监理委员会委员长。1928年，与兄弟牛惠霖一同创办上海骨科医院，成为中国最早的骨科医院。1930年，当选中华医学会第八届会长。1937年，又任教育部医学教育委员会委员、中山医院名誉院长。

## 家庭
牛惠生的父亲牛尚周是嘉定历史上的首位留学生，母亲倪桂清则是清末著名传教士倪韫山之女。他也是宋氏三姐妹的表兄弟。
牛惠生与其妻徐亦蓁育有一子牛康民（Peter Kong Ming New）。牛康民是美国社会学家、人类学家，塔夫茨大学、多伦多大学等校教授，并曾任应用人类学会主席。